# Nemzetközi Tengerészeti Szervezet
A Nemzetközi Tengerészeti Szervezet (angolul: International Maritime Organization) egy nemzetközi szervezet. Székhelye Londonban található.

## Története
Az eredetileg Kormányközi Tengerészeti Tanácskozó Szervezet néven létrehozott intézmény 1959-ben lett az ENSZ szakosított szervezete. 1982-ben vette fel a mai nevét.

## Feladata
Feladata a kereskedelmi hajózás technikai és gazdasági vonatkozású kérdéseinek nemzetközi egyeztetése, különös tekintettel a tengeri biztonságra, valamint a hajók okozta szennyezések megakadályozására.

## Magyar jogszabály
- 268/2007. (X. 18.) Korm. rendelet a Nemzetközi Tengerészeti Szervezet magyar nemzeti bizottságának feladatairól és működésének rendjéről